# 会仙观
36°45′06″N 113°02′20″E / 36.75167°N 113.03889°E
会仙观位于中国山西省长治市武乡县监漳镇监漳村西，始建于金正大六年（1229年），2001年被列为第五批全国重点文物保护单位。
会仙观坐北朝南，占地2263平方米，中轴线上有山门、关公殿、玉皇殿、三清殿，两侧有钟鼓楼和厢房等建筑，其中三清殿为金代原构，玉皇殿为元代建筑，余为明清所建。玉皇殿面阔三间，进深四椽，单檐歇山顶。三清殿面阔五间，进深三间，单檐歇山顶。